# Hamada (Shimane)
Hamada (Japans: 浜田市, Hamada-shi) is de op twee na grootste stad in de Japanse prefectuur Shimane, een van de dunst bevolkte prefecturen.
In haar huidige staat bestaat Hamada sinds 3 november 1940. In januari 2008 had de stad 61.325 inwoners en een bevolkingsdichtheid van 88,9 inw./km². De oppervlakte van de gemeente bedroeg 689,60km². In oktober 2005 werden de gemeenten Asahi, Kanagi en Misumi, en het dorp Yasaka bij de stad gevoegd.

## Geografie
Hamada is gelegen in het zuidwesten van de prefectuur Shimane, in het zuidwesten van het eiland Honshu. In het westen ligt de gemeente aan de Japanse Zee.